# Almira Skripčenková
Almira Skripchenko (počeštěně Skripčenková), moldavsky Almira (nebo Elmira) Scripcenco, ukrajinsky Ельміра Федорівна Скрипченко, narozena 17. února 1976, Kišiněv, je francouzská šachistka původem z Moldavska, držitelka titulu mezinárodního mistra (1998) a šachové velmistryně (1995). Později se začala úspěšně věnovat také soutěžnímu hraní pokeru.

## Život a kariéra
Narodila se v tehdy sovětském Kišiněvě ukrajinskému otci a arménské matce, oba rodiče byli učitelé a šachisté.
Počátkem 90. let slavila první úspěchy na dívčích světových mistrovstvích v šachu a roku 1995 dosáhla titulu velmistryně. Roku 1997 se provdala za šachového velmistra Joëla Lautiera a přestěhovala se za ním do Paříže. Roku 2001 získala francouzské občanství, a přestože se již dalšího roku s Lautierem rozvedla, ve Francii zůstala. Později si vzala dalšího velmistra Laurenta Fressineta a roku 2007 se jim narodila dcera.
Svůj největší šachový úspěch zaznamenala jako 25letá roku 2001, když vyhrála ženské mistrovství Evropy v šachu. Její rodná země ji za to ocenila titulem moldavského sportovce roku 2001 a Řádem za zásluhy.
Roku 2004 vyhrála Severouralský pohár konaný v Krasnoturjinsku, když mj. porazila dlouholetou mistryni světa Maju Čiburdanidze. V letech 2000, 2001 a 2010 se dostala do čtvrtfinále ženského mistrovství světa. Zaznamenala také řadu úspěchů na národní úrovni ve Francii, např. v letech 2004–2015 šestkrát vyhrála ženské šachové mistrovství Francie. Má na kontě i mnoho titulů z klubových soutěží.
Od konce nultých let se uplatňuje také na velkých pokerových turnajích, dosud na nich vyhrála přes 250 tisíc dolarů. Hraje také japonskou hru šógi, k níž ji přivedl první manžel.